# Pierre Chevry
Pierre Roger Chevry est né le 17 janvier 1894 à Montier-en-Der (Haute-Marne), ingénieur polytechnicien, industriel et résistant mort pour la France au camp de Mauthausen-Gusen 1, le 17 août 1944.

## Biographie
Pierre Chevry naît en 1894 à Montier-en-Der. Il est le fils unique d’un agent d’assurances et d’une modiste (la famille Chevry est une famille de tisserands originaire de Giffaumont, Marne).
Il étudie au lycée de Troyes puis effectue ses classes préparatoires au lycée Saint-Louis à Paris. Il est admis à l’école Polytechnique le 7 août 1914. Il est mobilisé six jours plus tard et incorporé dans un régiment d’artillerie.  Il combat dans l’Artois (1915), la Somme (1916) et l’Aisne (1917). 
Le 7 septembre 1916 il reçoit une citation à l’ordre du régiment « Jeune officier d’un courage et d’une intelligence remarquables. Comme orienteur en juillet et août 1916 a exécuté des reconnaissances périlleuses et fait le point des batteries sous le feu de l’ennemi avec une précision et un calme parfaits ». 
Il est démobilisé le 7 mars 1919 et est diplômé de l’école Polytechnique en août 1920. 
Le 1er septembre 1920, il rentre chez les Établissements Kuhlmann où il effectuera toute sa carrière et deviendra un collaborateur direct de Raymond Berr, directeur général.
En 1926, il est nommé directeur adjoint de l’usine de Dieuze (57). En 1927, il s’installe avec sa famille en Belgique où il est nommé sous-directeur de la Société des Fours à Coke de Selzaete (il sera nommé directeur deux ans plus tard).
À la suite de l’invasion de la Belgique en mai 1940, Pierre Chevry rapatrie sa famille à Paimbœuf en Loire-Inférieure (aujourd’hui Loire-Atlantique) où il est nommé directeur de la Société Technique de l’Amélioration des Carburants (S.T.A.C).
La S.T.A.C fabrique notamment le plomb tétraéthyle, produit stratégique pour l’amélioration de tout type d’essence pour véhicules ou avions et par là même, essentiel à contrôler par les Allemands. Après l’occupation allemande, Pierre Chevry décide immédiatement de freiner la production. Le rendement de l'éthyl-fluide tombe des 200 tonnes habituelles à 35. Par suite d'un sabotage interne, la production de l'acide sulfurique est arrêtée. En 1942 parvient l'ordre allemand de mettre en marche la fabrication du méthanol, mais l'empressement est tel qu'à la Libération, l'atelier n'a encore rien produit.
Il camoufle des réfractaires n’appartenant pas à l’usine en les occupant sous de fausses identités.
En février 1942, l'ordre de mobilisation au STO de 60 jeunes de l'usine S.T.A.C arrive à Paimbœuf. Arguant d’hypothétiques problèmes si trop d'ouvriers venaient à manquer, Pierre Chevry réussit à en ramener le chiffre à 33. Quant aux ouvriers restants, il les avertit un à un de leur mobilisation leur laissant le choix entre partir au STO ou prendre le maquis. Fin juin, la veille du jour où les Allemands devaient venir, il les fit prévenir. Le lendemain, un seul se présente à l'usine. Pierre Chevry accepte de prendre la responsabilité de la désertion des hommes.
Pierre Chevry est recruté par le réseau Alexandre, circuit Buckmaster (agent P1 le 1er janvier 1943, agent P2 le 27 octobre 1943) des Forces Françaises Combattantes . Il assure des missions de renseignement sur l’industrie chimique.
Le 22 juin 1943, Pierre Chevry est arrêté une première fois et relâché une semaine plus tard. Il a alors l’interdiction de reprendre toute activité à l’usine S.T.A.C qu’il continuera à diriger clandestinement. Il institue un fonds secret pour aider le personnel camouflé.
Le 23 février 1944, de retour d’une mission en Belgique, Pierre Chevry est arrêté à sa descente du train en gare de Nantes. Il est incarcéré à la prison Lafayette de la ville. Le 9 ou 10 mars 1944, il est transféré au camp d’internement et transit de Compiègne - Royallieu (Frontstalag 122) où il reçoit le matricule 62152. Le 6 avril 1944, il est déporté (convoi des "62000") au camp de concentration de Mauthausen (Autriche) où il arrive le 8 avril en fin d’après-midi. 
Durant sa captivité, il parvient à envoyer deux brefs courriers à sa famille. Dans le dernier courrier, daté du 16 juillet 1944, Pierre Chevry, catholique fervent, fait part de son espérance en saint Louis (qui sera interprétée comme un souhait pour la libération prochaine de Paimbœuf et de la France). Saint Louis est le saint patron de la ville de Paimbœuf et est fêté le 25 août (ce jour de 1944, Paris est libérée).
Pierre Chevry meurt d’épuisement le 17 août 1944 au commando Gusen 1 du camp de Mauthausen .
Le 4 août 1945, par décision du conseil municipal de Paimbœuf, la rue du Bois-Gautier est rebaptisée ‘’PIERRE-CHEVRY’’ .
Le 9 mai 1954, un hommage solennel lui est rendu par la ville de Paimbœuf au cours duquel le général Louis-Alexandre Audibert remet au fils de Pierre Chevry les décorations qui ont été décernées à titre posthume à son père . À cette occasion, le Général de Gaulle salue sa mémoire  en le qualifiant de "courageux Français".

## La cité Lavoisier[3]

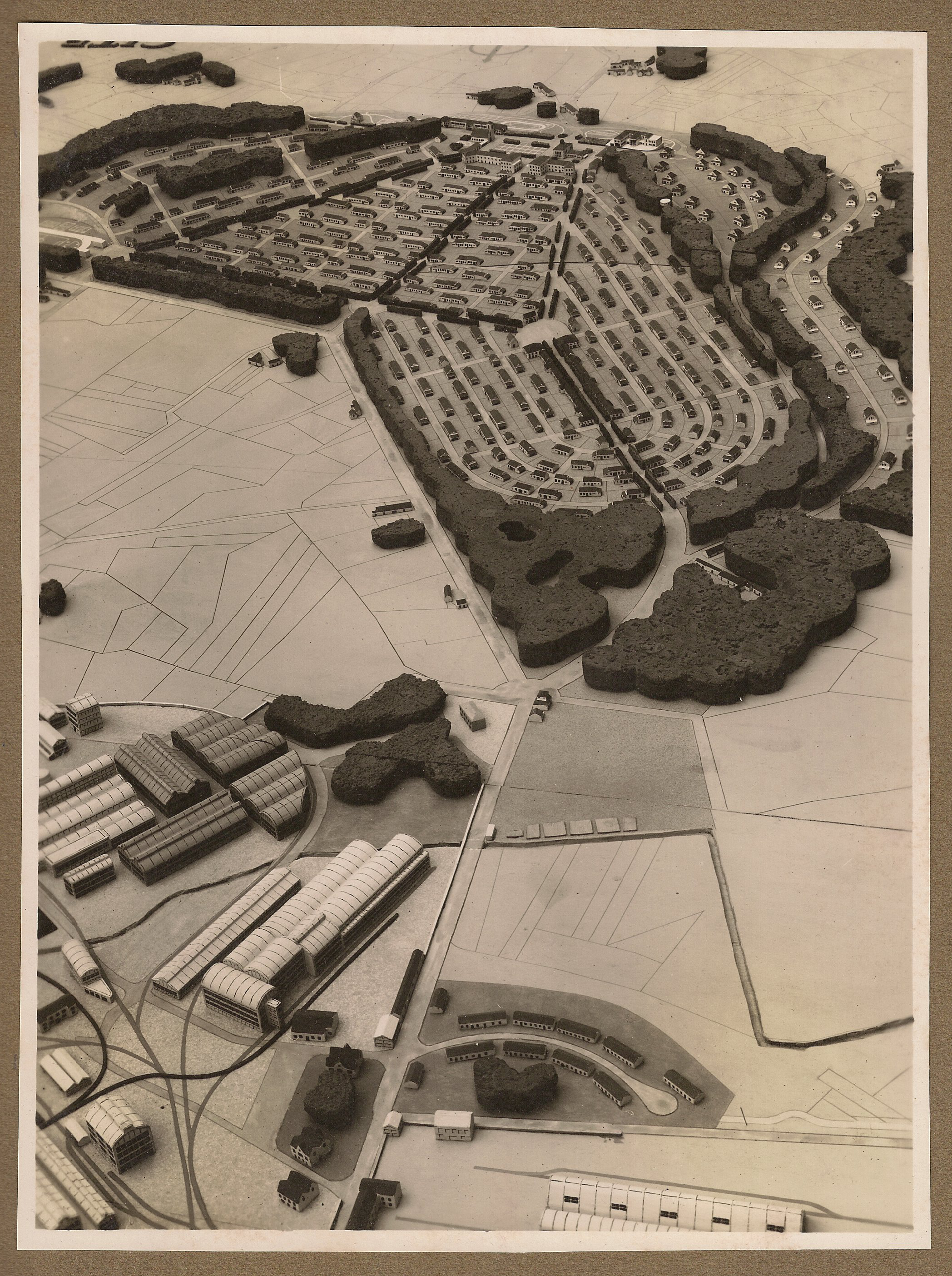
Maquette de la cité ouvrière Lavoisier à Paimbœuf, 1943.

En arrivant à Paimbœuf, Pierre Chevry avait été frappé par les conditions de vie difficiles dans lesquelles vivaient encore de nombreux ouvriers. Paimbœuf ne comportait alors que le vieux centre-ville et la longue ligne des quais ; des familles entières s'entassaient dans des habitations saturées et plutôt insalubres. Il n'y avait pas l'eau courante, un seul puits par maison et encore, parfois mitoyen et pour plusieurs logements. L'été souvent à sec, il fallait aller à la pompe. 
Pierre Chevry fit de la lutte pour l'amélioration de l'habitat sa priorité. 
Il projeta l'aménagement d'une immense cité ouvrière semblable à ce qu'il avait déjà connu dans le Nord. Il la conçut d'une manière idéale, plaisante et salubre et la baptisa Cité Lavoisier. il choisit un emplacement à l'abri des vents dominants et des marais, que l'on disait être à l'origine de maladies respiratoires. 
Prévoyant le lancement de nouvelles et diverses fabrications de synthèse, il l’imagina assez vaste pour pouvoir attirer et loger le personnel nécessaire, de 4 000 à 5 000 personnes. On y aurait trouvé des écoles, des magasins, une poste, une chapelle, des stades de football, de tennis et d'athlétisme. Elle se serait étendue le long de la route de Nantes du virage du transformateur, jusqu’au Moulin Neuf. 
Le projet fut confié à l’architecte urbaniste de Nantes, Charles Friesé, et fit l’objet d’une exposition au Salon de l’urbanisme de Paris en mai 1943.
Après-guerre, en mémoire de Pierre Chevry, l'usine et la ville de Paimbœuf reprirent l'idée d'aménager une cité ouvrière. Dans les années 50, la commune mit en route un programme de constructions : la cité du Bois-Gautier. L'usine prit en charge la cité des Floralies destinée à la location, et la cité des Castors où selon le principe des castors qui rassemblent leurs forces, l'usine fournissait les matériaux et ensuite les ouvriers s'épaulaient pour construire leurs maisons.

## Décorations
- Chevalier de la Légion d’Honneur[9]
- Croix de Guerre 14-18 avec étoile de bronze
- Croix de Guerre 39-45 avec palme[9]
- Médaille de la Résistance[9]
- Croix du combattant volontaire de la Résistance[10]

|  |  |  |  |  |

## Hommages & Monuments

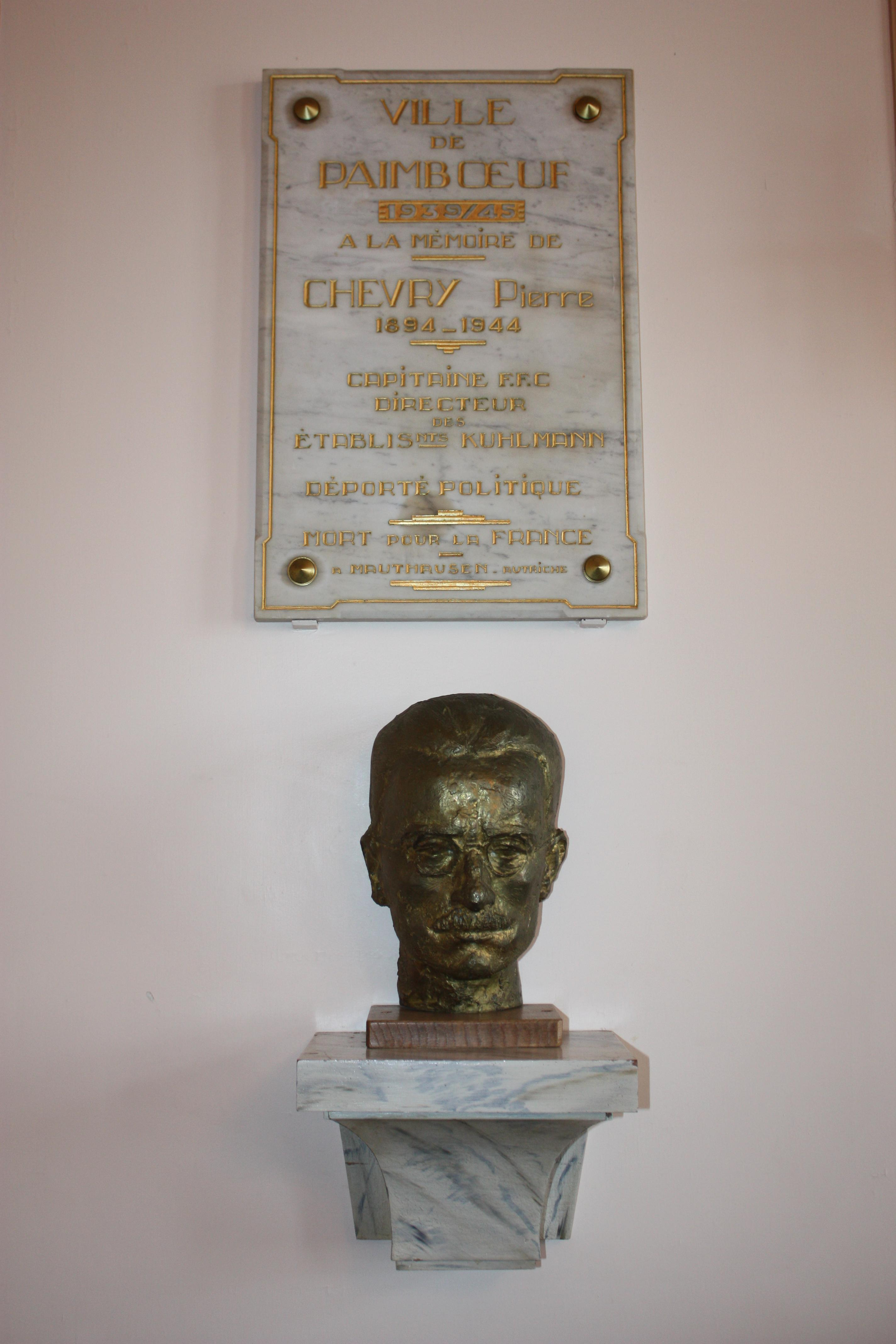
Buste de Pierre Chevry, hôtel de ville de Paimbœuf.

- Par décision du conseil municipal de Paimbœuf du 4 août 1945, la rue du Bois-Gautier est rebaptisée ‘’PIERRE-CHEVRY’’
- Un buste de Pierre Chevry est installé dans le hall d’entrée des bureaux de la direction Kuhlmann de Paimbœuf. Lors de la fermeture de ces bureaux, il sera replacé dans la salle du conseil municipal de la mairie de Paimbœuf
- Le nom de Pierre Chevry figure sur les monuments ou plaques commémoratives suivantes :
  - Monument aux morts et cimetière de Rolampont (Haute-Marne), berceau de la belle-famille de Pierre Chevry
  - Monument aux polytechniciens morts pour la France (ancienne école Polytechnique, Paris 4e arrondissement)
  - Mur des noms du Mémorial de l’internement et de la déportation, camp de Royallieu-Compiègne
  - Monument aux morts de la guerre 39-45 des Etablissements Kuhlmann à Dieuze (Moselle), Rieme (Belgique) et Paimbœuf (site de l’usine STAC)
- Un hommage lui est rendu le 9 mai 1996 par la ville de Paimbœuf qui décerne sa médaille à son fils [11]
- Un hommage lui est rendu le 8 mai 2014 par le village de Rolampont [12]